# Winslow (Indiana)
Winslow è un comune degli Stati Uniti d'America, situato nello Stato dell'Indiana, nella contea di Pike.